# Brontopriscus
Brontopriscus es un género de coleópteros polífagos perteneciente a la familia Silvanidae. Es originaria de Nueva Zelanda.

## Especies
- Brontopriscus pleuralis (Sharp, 1877:270) Nueva Zelanda =Brontes pleuralis Sharp, 1877
- Brontopriscus sinuatus Sharp, 1886:392 Nueva Zelanda